# Heazlewoodite
La heazlewoodite è un minerale. 

## Origine e giacitura
La heazlewoodite fu per la prima volta descritta nel 1896 ad Heazlewood, Tasmania. L'intrusione ultramafica Honeymoon Well, in Australia Occidentale, è nota per contenere assemblaggi di solfuro di heazlewoodite-millerite all'interno della dunite adcumulata olivina serpentinizzata, formata dal processo metamorfico.
Il minerale è stato ritrovato, sempre insieme alla millerite, nelle intrusioni ultramafiche in Nuova Caledonia.
È stato trovato anche in meteoriti, tra cui quelli ferrosi.

## Forma in cui si presenta in natura
Il suo colore può variare dal bronzo chiaro all'ottone. Si presenta come diffusioni e masse di grani che lo cristallizzano nel sistema cristallino trigonale.